# Rosemarie DeWitt
Rosemarie DeWitt (* 26. října 1974, Flushing, Queens, New York, USA) je americká herečka, držitelka divadelní ceny Obie.
Divadlo hraje amatérsky již od svých dětských let, po ukončení vysokoškolských studií se začala věnovat nejprve divadelnímu herectví. S příchodem 21. století se začala postupně prosazovat nejprve v televizi v amerických televizních seriálech a později i ve filmu.
Prvním významnějším seriálem se stal Zákon a pořádek: Útvar pro zvláštní oběti, v roce 2005 pak film Těžká váha, který pojednával o jejím vlastním dědečkovi, irském boxerovi Jamesi Walteru Braddockovi. Opravdový zlom a popularitu jí ale přinesl až televizní seriál Policejní vyjednavači z roku 2006. Velký úspěch zaznamenal i snímek Rachel se vdává, kde hrála druhou hlavní postavu filmu – nevěstu Rachel. Vystupuje i v seriálu Tara a její svět.